# Inves Sella
Los Inves Sella son una gama de ordenadores personales fabricados por Investrónica y comercializados en 1999, principalmente en España. Existieron varias configuraciones de micro / disco duro / memoria. El precio inicial de un Inves Sella 203 (Pentium III a 550) era de  459.900 pesetas IVA incluido .
Los equipos vienen con una CPU Intel Pentium II / Intel Pentium III o Intel Celeron. La placa madre tiene tanto un Slot 1 como un Socket 370, lo que permitía usar con la misma placa ambas variantes de procesador, aunque no usar dos procesadores, tanto por la cercanía de los conectores (lo que lo imposibilita físicamente) como por carecer del chip APIC, que resulta imprescindible para diseñar placas base con soporte biprocesador.
El formato de la placa es ATX, y viene con 1 ranura AGP, tres ranuras PCI, una ranura ISA y un slot compartido ISA/PCI, 3 bancos DIMM de memoria PC100, 2 IDE UltraDMA66, disquete, y conectores integrados PS/2 de teclado y mouse. 
En la ranura AGP del sistema encontramos instalada una tarjeta gráfica, de la firma ATI Technologies, en los Pentium II una ATI Rage II, en los Pentium III una ATI Rage 128 GL y equipada con un total de 32 MB de memoria SDRAM.
Viene además con tarjeta de sonido y un módem/fax interno de 56 K V.90 Suele traer una unidad DVD-ROM IDE 6x.

## Detalles Técnicos
- CPU: Intel Pentium II, Intel Pentium III o Intel Celeron en Slot 1 o zócalo PGA370 hasta 1 GHz
- RAM : 128 Megabytes de SDRAM en un DIMM de tipo PC100 de serie, ampliables hasta 768 MB (3 DIMMs de 256 MB). Soporta DIMMs de 64, 128 y 256. 512 sin confirmar.
- Video de serie viene con una tarjeta gráfica AGP ATI Rage 128GL con 32 MB de memoria SDRAM como VRAM.
- Carcasa : Caja minitorre en blanco con la zona de la marca en el frontal en gris. en la base trae unas patas en forma de X. Dos bahías externas de 5,25, una bahía externa de 3,5, una segunda bahía externa ocupada por la unidad de disquete (con formato específico en la carcasa. A su derecha botón Power y pulsador de Reset. Internamente otras 2 bahías de 3,5. en la parte baja del frontal, trampilla con acceso a 2 USB. En la trasera, fuente de alimentación interna 125/220 conmutable, frontal ATX con conectores teclado y ratón PS/2, paralelo, 2 RS-232 DE-9, y 2 USB 1.1.
- Teclado QWERTY/QWERTZ/AZERTY IBM AT Win95 de 105 teclas, con versiones regionales. La BIOS soporta tanto teclados PS/2 como USB
- Soporte :
  - Unidad de disquete de 3,5 y 1,44
  - Disco duro IDE. Habitual de 8 GB, se ha ampliado con discos de 20 Gb. Soporta discos de hasta 60 GB (sin confirmar).
  - Unidad óptica IDE de CD-ROM / CD-RW / DVD-ROM / combo CD-RW / DVD. De serie DVD-ROM 6x habitual. Soporte de regrabadora DVD sin confirmar.
  - Mediante tarjetas adicionales ATA-133, Serial-ATA o SCSI, cualquier dispositivo de almacenamiento masivo que cumpla con esos estándares.
  - Unidades de almacenamiento masivo sobre USB como tarjetas flash, pendrives, discos duros, magnetoopticos, unidades Iomega Zip y LS-120... Pero la lentitud de USB 1.1 lo limitan de hecho a pendrives y lectores de tarjetas.
  - Unidades USB 2 y/o FireWire mediante la tarjeta de ampliación adecuada.
- Entrada/Salida :
  - Alimentación
  - Puerto de teclado PS/2
  - Puerto de raton PS/2
  - Puerto paralelo de Impresora DB-25
  - 2 puertos RS-232 en formato DE-9
  - Dos conectores USB 1.1
  - Dos conectores USB 1.1 (frontal)
  - Puerto Monitor VGA DE-15 (tarjeta)
  - Puerto RJ-11 del módem/fax interno (tarjeta)
  - Minijack estéreo de auriculares / altavoces
  - Minijack estéreo Line IN
  - Minijack mono de micrófono
  - Una ranura AGP 4x interna
  - Tres ranuras PCI internas
  - Una ranura ISA/PCI compartido interno
  - Una ranura ISA
  - Tres ranuras DIMM de 168 contactos PC 100
  - Dos conectores IDE ATA66 internos
  - Un conector de disquete interno
- Fuente de alimentación : interna ATX 100-127 / 200-240 V AC con selector de voltaje. Cumple con la norma Energy Star